# Bauruemys
Bauruemys é um gênero extinto de tartarugas de pescoço lateral do Cretáceo Superior, pertencente à da família Podocnemididae, é única família de Pelomedusoides com representantes fósseis e viventes no Brasil. Duas espécies são conhecidas, Bauruemys elegans e Bauruemys brasiliensis. O nome do gênero - Bauruemys - é dado devido à procedência dos indivíduos, a Bacia Bauru.
Bauruemys elegans é a única espécie de Podocnemididae fóssil do Brasil conhecida pelo seu crânio e pós crânio associados, tendo muitos espécimes coletados bem preservados e completos. Sua localidade tipo é o sítio de Pirapozinho, próximo a Presidente Prudente, informalmente conhecido como “Tartaruguito”, justamente pela grande ocorrência de tartarugas fósseis.
A espécie é facilmente identificada pela sequência de seis placas neurais e pelo formato do seu segundo neural, que é quadrangular.
Já Bauruemys brasiliensis é conhecida apenas pelo seu holótipo, composto por um plastrão fragmentado.